# Braunovy sochy Ctností a Neřestí v Kuksu

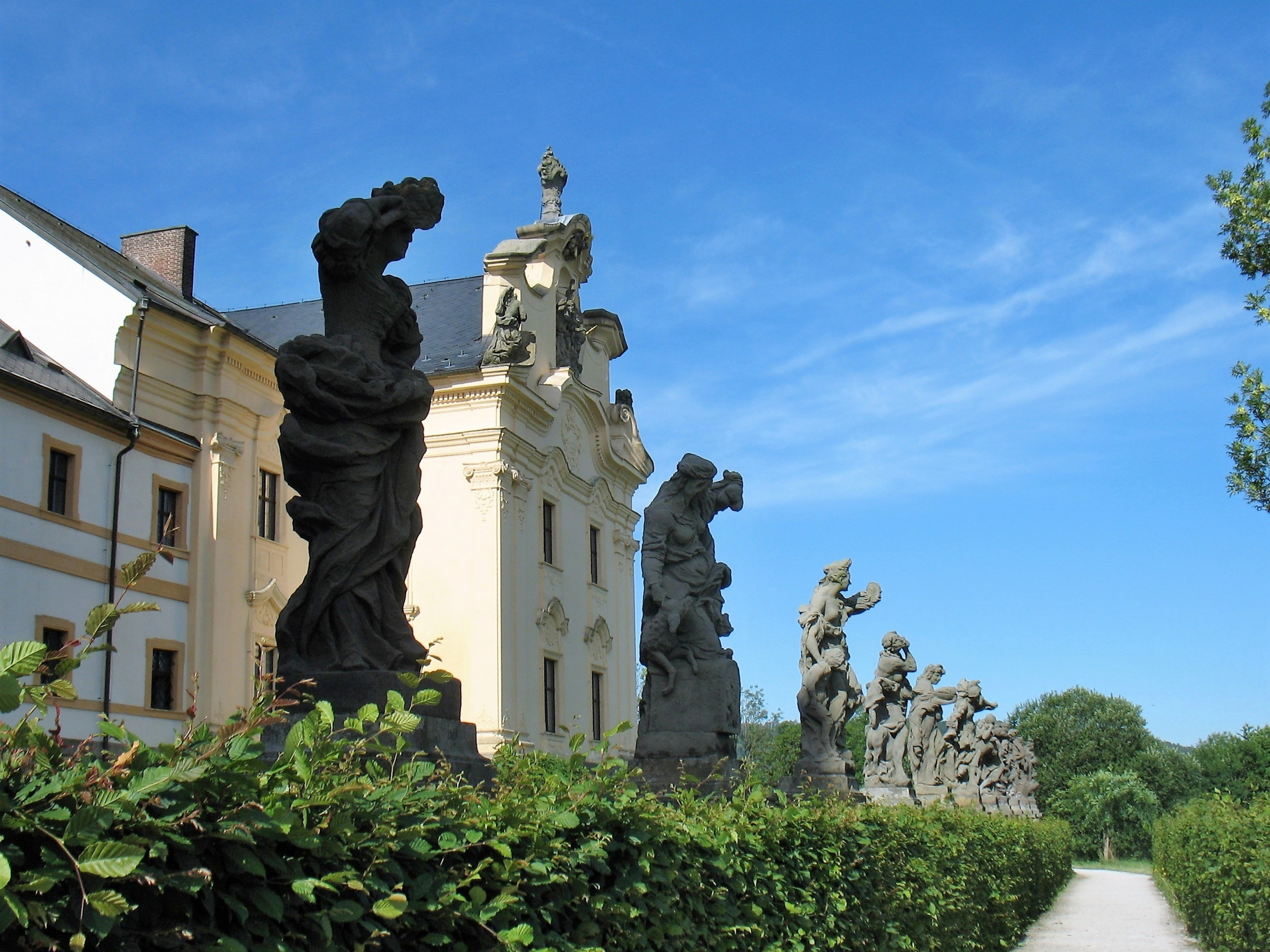
Kopie Braunových soch Neřestí na terase hospitálu v Kuksu

Soubor soch Matyáše Bernarda Brauna (1684–1738) je součástí areálu hospitalu v Kuksu. Jedná se o alegorické řady Ctností a Neřestí, soubor celkem 24 skulptur tesaných v rozmezí pouhých dvou let po roce 1717 a umístěných podél severního průčelí špitální budovy. Kolekce, kdysi barevná, měla připomínat rozpor mezi dobrem a hříchem, tak jak to svým způsobem moralizující baroko podtrhovalo. Jedná se o jeden z nejznámějších souborů české barokní skulptury, velkoryse prostorově řešený, dynamický, dokonalý formou i bohatou variací tématu. Braunova mistrovského génia dokládá bohatství variací na dané téma, dokonalé zvládnutí formy, živá modelace, rozevlátá roucha postav, čímž Braun dosahoval rozrušení jejich obrysové uzavřenosti. Výzdoba hospitalu v Kuksu se právem řadí k nejvýznamnějším dílům vrcholného baroka v Evropě.

## Stručná historie Kuksu
Podle pověstí se na místě zvaném později Kuks kdysi těžilo zlato. Nad labským úbočím navíc vyvěraly prameny, o nichž se v okolí říkalo, že mají léčivou moc. Přirozené kouzlo údolí přímo volalo po výtvarné úpravě, o kterou se postaral hrabě Špork, když v roce 1684 zdědil panství Hradiště. Od následujícího roku začal hrabě Špork realizovat velkorysou přestavbu kukského údolí na svůj letní dvůr, který se měl zároveň stát lázeňským a společenským střediskem spřátelené šlechty. Sochaře Matyáše Bernarda Brauna (1684–1738) požádal o vytvoření sochařské výzdoby, která bez nadsázky představuje špičku evropského barokního sochařství v plenéru. Unikátní sochařská rezervace, zvaná podle svého autora Braunův Betlém, vznikla na popud Františka Antonína Šporka na přelomu 20. a 30. let 18. století s je nedílnou součástí Kuksu. Po roce 1712 byly před zdejším hospitalem postaveny sochy Blahoslavenství. Těchto osm soch bylo v roce 1715 doplněno o sochy Andělů blažené a žalostné smrti. Ve středu terasy je umístěna socha Náboženství. V letech 1718–1720 byly sochy doplněny o další zobrazení lidských vlastností – Ctností a Neřestí – na celkový počet dvacet čtyři. V druhé polovině 20. století byla většina soch nahrazeny výdusky a originály umístěny v lapidáriu hospitalu. Dnes probíhá konzervace vzácných zbylých originálních Braunových plastik, jak v Kuksu, tak v Betlémě. V r. 1995 byl kukský hospital vyhlášen Národní kulturní památkou.

## Sochy zobrazující ctnosti
| Název     | Obrázek   | Popis | Název     | Obrázek   | Popis | Název        | Obrázek      | Popis |
| --------- | --------- | --- | --------- | --------- | --- | ------------ | ------------ | --- |
| Štědrost  | Štědrost  | Dívenka nabízí ze svého rohu hojnosti plody země. | Upřímnost | Upřímnost | Dívka se srdcem na dlani šlape po masce přetvářky, holubice jsou symbolem lásky a čistoty. | Spravedlnost | Spravedlnost | Žena se zavázanýma očima soudí nikoli dle vzhledu, ale dle jednání. Mečem trestá bezpráví, ve zdvižené ruce držívala váhy.      |
| Střídmost | Střídmost | Dívka má svůj pohár naplněný až po okraj, neboť střídmí lidé znají svou míru. Je nazývána také Pohostinnost.                                                     | Moudrost  | Moudrost  | Žena zobrazená s třemi tvářemi, z minulosti se učí pro současnost. Tvář v zrcadle poukazuje: pamatuj na budoucnost. Had obtáčející ruku je symbolem chytrosti.                                | Statečnost   | Statečnost   | Žena v plné zbroji má v levé ruce maršálskou hůl a opírá se o torzo sloupu jako symbolu státnosti.                              |
| Cudnost   | Cudnost   | Dívka má zakrytou tvář, odklání se od špatností, hrdličky pod lemem pláště jsou symbol manželské lásky a věrnosti, reliéf zobrazuje útěk Josefa před Putifarkou. | Píle      | Píle      | Ve vztyčené ruce mívalo děvče železný kužel s přízí. Včelí úl symbolizuje pracovitost, přesýpací hodiny říkají, že pilní si váží svého času. Kohout připomíná, že pilní vstávají časně zrána. | Víra         | Víra         | Základní křesťanskou ctností je víra. Dívka objímá kříž jako její symbol, u nohou má papežskou tiáru.                           |
| Naděje    | Naděje    | Dívka hledí k nebi, odkud čeká spásu. Kotva připomíná dálky, očekávání, naději.                                                                                  | Láska     | Láska     | Zobrazená je zde zobrazena jako láska mateřská. | Trpělivost   | Trpělivost   | Beránek je zde jako připomínka rčení "Buď trpělivý jako beránek." U dívčiných nohou zobrazen biblický Job jako trpělivý trpící. |

## Sochy zobrazující neřesti
| Název      | Obrázek    | Popis | Název         | Obrázek       | Popis | Název     | Obrázek   | Popis |
| ---------- | ---------- | --- | ------------- | ------------- | --- | --------- | --------- | --- |
| Hněv       | Hněv       | Žena si zlostně strhává šat, zbroj připomíná, že lidé ve vzteku nejsou přístupní radám, pod jejíma nohama rozzuřený medvěd.                                 | Lenost        | Lenost        | Ospalá dívka se líně opírá o symbol lenosti a hlouposti – osla. | Pýcha     | Pýcha     | Žena v pyšném postoji a v bohatém oděvu si na čele drží vějíř z pavích per. U nohou má páva jako symbol pýchy.                                                           |
| Lstivost   | Lstivost   | Dívka má škrabošku – pravou tvář lsti není možno poznat, ryby představují slizkost a liška u jejích nohou symbolizuje vychytralost.                         | Závist        | Závist        | Ohavná stařena si závistí kouše vlastní jazyk, hadi kolem jejího těla mají v sobě jed závisti, pes bývá vzteklý a zlý.                                                       | Obžerství | Obžerství | Tlustá žena hledí na mísu s lahůdkami. Prase u jejích nohou představuje nenasytnost a žravost.                                                                           |
| Zoufalství | Zoufalství | Žena si v zoufalství vráží dýku do hrudi, u jejích nohou provaz jako symbol sebevražedného konce života.                                                    | Lehkomyslnost | Lehkomyslnost | Socha jako jediná nemá žádné atributy. Symbolem je dívka s rozesmátou tváří a tanečním krokem.                                                                               | Pomluva   | Pomluva   | Dívka ukazuje jazyk jako by právě o někom hovořila, hořící snop symbolizuje rychlost šíření pomluvy, kavka značí klevetivost. Umělá noha značí, pomluva daleko nedorazí. |
| Lakomství  | Lakomství  | Šereda chtivě hledí na měšec s penězi a na dlužní úpisy. Čert hlídá truhlu s poklady, žába sedí na truhle jako lakomci na svých penězích, vlk je nenasytný. | Smilstvo      | Smilstvo      | Polonahá dívka vidí v zrcadle svou pravou tvář – opici jako symbol chlípnosti, šlape po knihách, kterými opovrhuje, peníze pod jejíma nohama jsou symbolem její prodejnosti. | Podvod    |           | Braunova socha se nedochovala. Roku 1883 nahrazena dílem Bernarda Seelinga.                                                                                              |

## Sochy alegorických andělů
| Název               | Obrázek            | Popis                                            | Název       | Obrázek     | Popis                                           | Název                | Obrázek              | Popis                                          |
| ------------------- | ------------------ | ------------------------------------------------ | ----------- | ----------- | ----------------------------------------------- | -------------------- | -------------------- | ---------------------------------------------- |
| Anděl blažené smrti | Anděl hloupé smrti | Socha anděla s tváří vyjadřující klid a smíření. | Náboženství | Náboženství | Socha anděla se symboly Starého a Nového zákona | Anděl žalostné smrti | Anděl žalostné smrti | Socha anděla podpírající si v zoufalství čelo. |